# Condado de Napa
El condado de Napa (en inglés: Napa County), fundado en 1850, es uno de 58 condados del estado estadounidense de California. En el año 2008, el condado tenía una población de 133 433 habitantes y una densidad poblacional de 69.1 personas por km². La sede del condado es Napa. El condado es conocido por ser una de las zonas que más producen vino en los Estados Unidos. Entre los valles más famosos se encuentra el Valle de Napa.

## Geografía
Según la Oficina del Censo, el condado tiene un área total de 2040.9 km², de la cual 1952.9 km² es tierra y 90.6 km² (4.38%) es agua.

### Condados adyacentes
- Condado de Lake (norte)
- Condado de Yolo (este)
- Condado de Solano (sureste)
- Condado de Sonoma (oeste)

### Localidades

#### Ciudades
American Canyon |
Calistoga |
Napa |
St. Helena |
Yountville 

#### Lugares designados por el censo
Angwin |
Deer Park |
Moskowite Corner |
Oakville |
Rutherford |
Silverado Resort 

#### Áreas no incorporadas
Aetna Springs |
Circle Oaks |
Pope Valley |
Vichy Springs |
Zinfandel 

## Demografía
En el censo de 2000, había 124 279 personas, 45 402 hogares y 30 691 familias residiendo en el condado. La densidad poblacional era de 64 personas por km². En el 2000 había 48 554 unidades habitacionales en una densidad de 25 por km². La demografía del condado era de 79.98% blancos, 1.32% afroamericanos, 0.84% amerindios, 2.97% asiáticos, 0.23% isleños del Pacífico, 19.95% de otras razas y 4.71% de dos o más razas. 23.67% de la población era de origen hispano o latino de cualquier raza.
Según la Oficina del Censo en 2000 los ingresos medios por hogar en la localidad eran de $51 738, y los ingresos medios por familia eran $61 410. Los hombres tenían unos ingresos medios de $42 137 frente a los $31 781 para las mujeres. La renta per cápita para la localidad era de $26 395. Alrededor del 8.3% de la población estaban por debajo del umbral de pobreza.

## Transporte

### Principales autopistas
- Ruta Estatal de California 12
- Ruta Estatal de California 29
- Ruta Estatal de California 121
- Ruta Estatal de California 128
- Ruta Estatal de California 221